# Sarby
Sarby (niem. Schreibendorf) – wieś w Polsce położona w województwie dolnośląskim, w powiecie strzelińskim, w gminie Przeworno.

## Geografia
Sarby znajdują się około 18 km na południowy wschód od Strzelina, Przez miejscowość płynie niewielka rzeka Krynka, dopływ Oławy.  Podział na wyższą i niższą wioskę  można znaleźć już na początku XIV wieku.  Wioska składała się z czterech części: (z południa na północ): Górne i Dolne (trochę dalej) Środkowe i Niższe.
W latach 1954–1972 wieś należała i była siedzibą władz gromady Sarby. W latach 1975–1998 miejscowość administracyjnie należała do województwa wałbrzyskiego. Przez wieś przebiega droga wojewódzka nr 385.

## Zabytki
Do wojewódzkiego rejestru zabytków wpisany jest:
- zespół dworski, z około 1800 r., przebudowany w końcu XIX w.:
  - dwór, wybudowany w 1800 r. w miejscu wcześniejszej siedziby. W roku 1603 dwór był własnością rodziny von Saurma-Jeltsch, potem przeszedł na własność Zygmunta von Gaffron und Ober-Stradam[5] (1590-1648) ur. i zm. w Stanicy jako prezent ślubny od jego małżonki Anny von Sauerma-Jeltsch[6] (ok. 1616-1652). Rodzina von Gaffron była również właścicielem pałaców w pobliskich Konarach i Stanicy, wybudowanych w XVIII i XIX w. Parterowy dwór kryty dachem czterospadowym. Od frontu piętrowy ryzalit wsparty na dwóch rzędach kolumn (dwóch i czterech), nad którymi w centralnym miejscu znajduje się wykuty w piaskowcu kartusz herbowy von Gaffrona, właściciela Sarb Średnich w XVIII w.
  - park
- kościół pw. NMP. Świątynia w Sarbach została po raz pierwszy wymieniona w 1335 r. w rejestrze dekretów Nuncjusza Galhardusa.  Najstarsza część pochodzi prawdopodobnie z XIII wieku.  Budynek był kilkakrotnie powiększany (1683 i 1781), ale zachował jedynie drewnianą wieżę.  Ze względu na zły stan budowy został zamówiony przez agencje rządowe w 1878 roku nowy budynek.  Po rozbiórce starego kościoła zbudowano w tym samym miejscu w latach 1883-1884 znacznie większą solidną konstrukcję w stylu neogotyckim. Pierwotnie murowany kościół należał do ewangelików. Po wojnie opuszczona świątynia została przejęta przez katolików. Kościół został poświęcony Najświętszej Marii Pannie, jest  filią kościoła katolickiego w Szklarach i należy pod diecezję opolską.

## Bibliografia

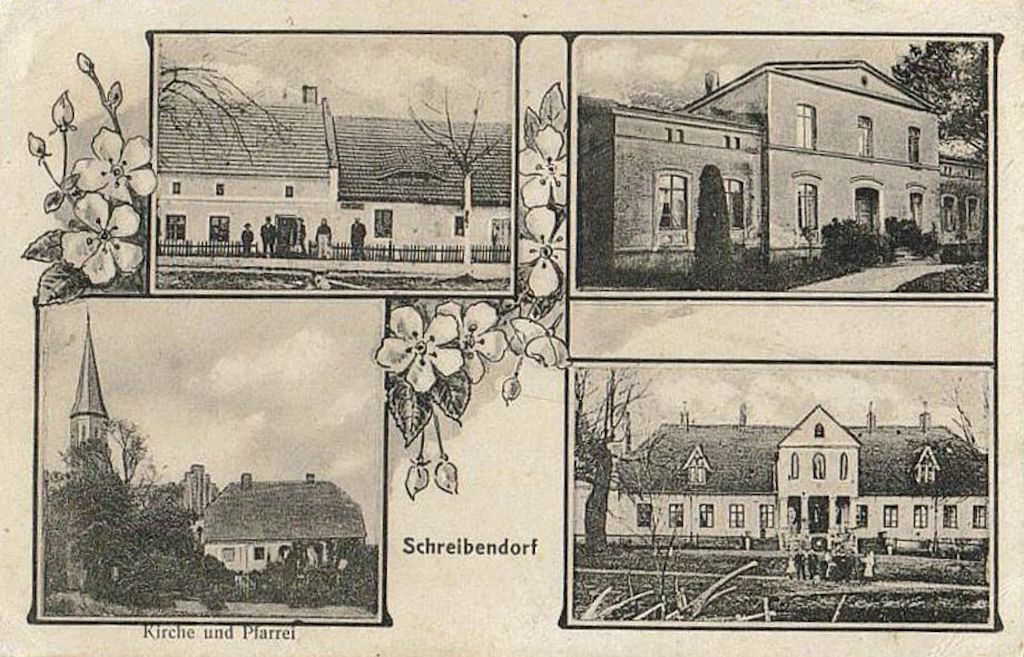
Pocztówka sprzed 1939 r. Dom, budynek spółdzielni, kościół z plebanią i dwór

## Urodzeni w Sarbach

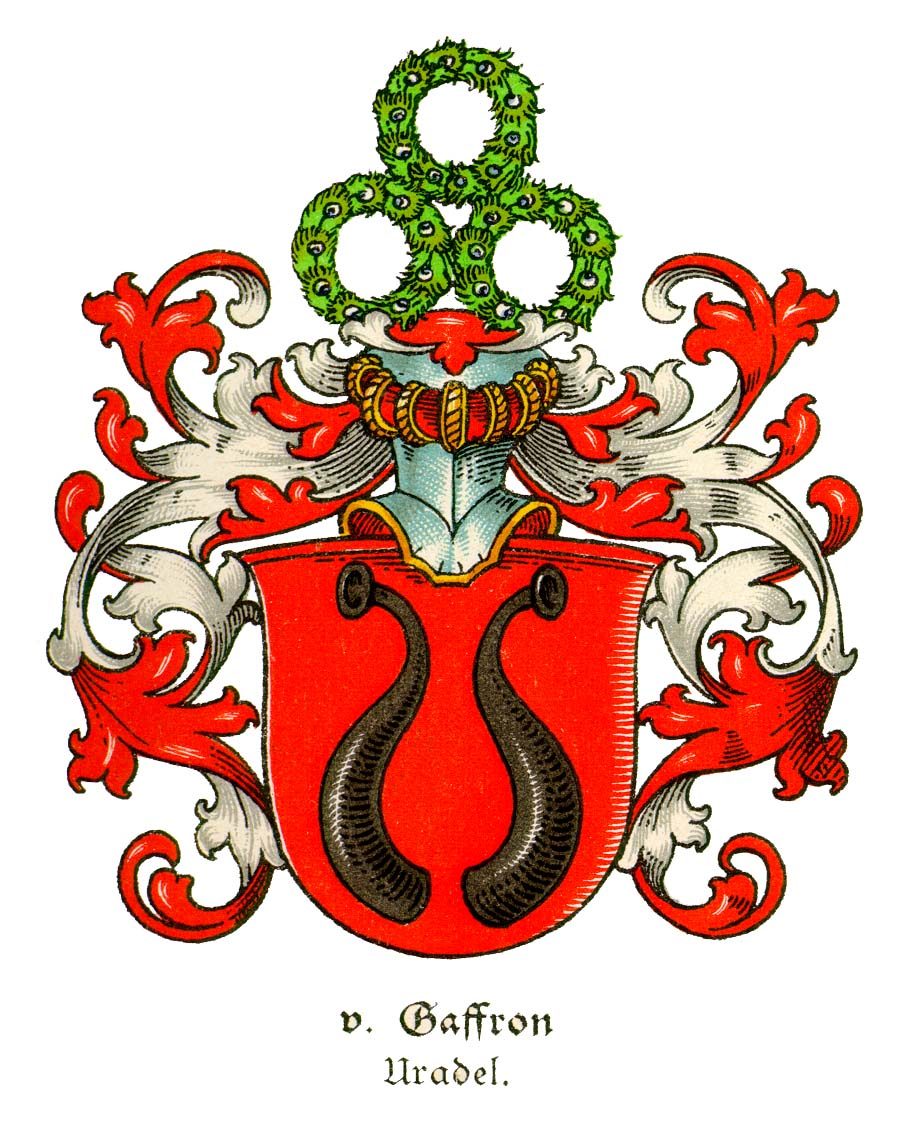
Herb von Gaffron

Hans Joachim Iwand (1899-1960), teolog ewangelicki, urodzony w Sarbach